# Manda d-Haije
Manda d-Haije (aramäisch: Erkenntnis des Lebens auch Sohn des Lebens oder Abbild des Lebens) ist eine  mythische Gestalt der Mandäer. 
Er ist ein sogenannter Uthra, ein Geist- und Lichtwesen und stellt die erlösende Erkenntnis dar. Nach ihm sollen sich die Mandäer benannt haben. Mana rubre sandte ihn als Boten auf die Erde (Tibil), um die ersten Menschen Adam pagria und Hawa über ihre Herkunft zu unterrichten.
Bevor die Welt erschaffen wurde, unternahm er eine Höllenfahrt den Dämon Ur zu bezwingen und zu binden, um damit die Schöpfung zu verhindern.  
Mit seiner Mutter, Schwester und Gattin Ruha schuf er die Sieben Planeten und die Zwölf Tierkreise. 
Manda d-Haije hilft den Seelen der Toten (Adam kasia) bei ihrem Aufstieg in die Lichtwelt, da diese lichtfeindliche Wachstationen durchqueren müssen, die von Dämonen bewacht werden. Als Kind soll er von dem jüdisch-christlichen Johannes dem Täufer getauft worden sein.